# Anita Pittoni
Anita Pittoni (Trieste, 6 de abril de 1901 – Trieste, 8 de mayo de 1982) fue una escritora, editora y pintora italiana.

## Biografía
Anita Pittoni nació en Trieste de padre de origen friulano y madre de Trieste. Tras cursar el liceo femenino en Trieste abandonó los estudios universitarios debido a las precarias condiciones económicas de su familia y, tras un breve matrimonio, a finales de la década de 1920 empezó a frecuentar el estudio fotográfico de sus hermanas Wanda y Marion Wulz, destacando la su talento artístico. En diciembre de 1929 presentó su primera exposición personal en Roma en la galería de Anton Giulio Bragaglia, donde exhibió murales, lienzos decorativos y vestuario escénico, utilizando materiales de baja calidad. A partir de 1929 comenzó a escribir artículos sobre arte para la revista Domus fundada por Gio Ponti. En 1936 recibió la Medalla de Oro de la Exposición de Artesanía de Milán, y al año siguiente ganó el Gran Premio de la Exposición Universal de París.
Durante la Segunda Guerra Mundial su carrera se vio interrumpida, para recuperarse brevemente de 1947 a 1948, cuando la legislación sobre el trabajo a domicilio ya no le permitía ejercer su profesión debido a exorbitantes impuestos. A esta situación se sumaba también el precario contexto sociopolítico de Trieste y la falta de una identidad común. Esto llevó a Anita Pittoni a fundar la editorial Lo Zibaldone en 1949: contó con el apoyo de Giani Stuparich, Virgilio Giotti, Umberto Saba, Pier Antonio Quarantotti Gambini y Luciano Budigna. En 1946 reveló su producción literaria inaugurada en la década de 1930 y mantenida oculta hasta entonces: de hecho publicó dos cuentos en el semanario Domani di Venezia. Colaboró con varias revistas como Umana, La Fiera Letteraria, Il Piccolo, Il Gazzettino, La Nazione e Il Giornale, y de 1951 a 1956 participó en la columna Cose di casa nostra de Radio Trieste.
Con su editorial publicó algunas de sus obras, como Las estaciones (1951), El passeto (1966), A casa mia, La città di Bobi, así como el cuento Passeggiata armata (1971). También inauguró un salón literario en su casa, al que asistían tanto personalidades de la clase intelectual de Trieste como otras del resto de Italia que acudían ocasionalmente a la ciudad. Tras la muerte de su colega y compañero de vida Giani Stuparich, Pittoni le dedicó el Centro de Estudios Triestino que ella fundó, que alberga archivos y fuentes históricas y bibliográficas. Las dificultades financieras la obligaron a interrumpir su actividad editorial en 1971, pero en los últimos años de su vida logró publicar algunos artículos en Il Piccolo. Murió en soledad en el hospital La Maddalena de Trieste en 1983.